# Katrineholms landsfiskalsdistrikt
Katrineholms landsfiskalsdistrikt var 1918-1941 ett landsfiskalsdistrikt i Södermanlands län, bildat som Bettna landsfiskalsdistrikt när Sveriges indelning i landsfiskalsdistrikt trädde i kraft den 1 januari 1918, enligt beslut den 7 september 1917. Den 1 januari 1926 (enligt beslut den 23 oktober 1925) ändrades landsfiskalsdistriktets namn till Katrineholms landsfiskalsdistrikt. Distriktet avskaffades den 1 oktober 1941 (genom kungörelsen 28 juni 1941) när Sverige fick en ny indelning av landsfiskalsdistrikt och dess område överfördes till Valla landsfiskalsdistrikt, förutom Katrineholms stad som uteslöts ur landsfiskalsindelningen för att inte ingå i något landsfiskalsdistrikt.
Landsfiskalsdistriktet låg under länsstyrelsen i Södermanlands län.

## Ingående områden

### Från 1918
Oppunda härad:
- Bettna landskommun
- Blacksta landskommun
- Husby-Oppunda landskommun
- Katrineholms stad
- Lerbo landskommun
- Stora Malms landskommun
- Vadsbro landskommun
- Vrena landskommun